# Epirrhoe cingulata
Epirrhoe cingulata är en fjärilsart som beskrevs av Johan Martin Jacob af Tengström 1875. Epirrhoe cingulata ingår i släktet Epirrhoe och familjen mätare. Inga underarter finns listade i Catalogue of Life.